# Alfhild Tamm
Pour les articles homonymes, voir Tamm.
Anna Alfhild Tamm (Tveta, 16 mai 1876 – 1er novembre 1959) est une médecin suédoise, première psychiatre en Suède.

## Biographie
Alfhild Tamm, née à Tveta, Stockholm, est l’un des cinq enfants du propriétaire terrien Oscar Tamm et d’Anna, née Bergendal. Diplômée en médecine de l’institut Karolinska en 1905, elle se spécialise en psychiatrie et neurologie, puis étudie à Munich, Berlin et Vienne. En 1914, elle ouvre une clinique privée pour enfants souffrant de troubles du langage et publie en 1916 le premier manuel suédois sur les thérapies du langage,.
Entre 1924 et 1930, Alfhild Tamm suit des formations psychanalytiques à Vienne avec Paul Federn, Helene Deutsch et August Aichhorn. Membre titulaire de la Société psychanalytique de Vienne dès 1926, elle cofonde en 1931 le groupe psychanalytique scandinave, qui devint l’Association psychanalytique suédoise en 1934, et en est présidente jusqu’en 1947.
Ses travaux portent sur les troubles du langage, notamment le bégaiement, qu’elle considére comme une névrose nécessitant une analyse des causes sous-jacentes. Elle publie également des ouvrages sur la psychanalyse et l’éducation, et plaide pour une éducation sexuelle plus tolérante dans son livre Ett sexualproblem en 1930.
Alfhild Tamm travailla comme conseillère dans des institutions pédagogiques et occupa des fonctions dans la protection de l’enfance.

## Vie personnelle
Alfhild Tamm partage sa vie pendant de nombreuses années avec Armgart von Leth, une orthophoniste ayant contribué à la création de l’association psychanalytique. À sa mort, Alfhild Tamm lui lègue une grande partie de ses biens.
Elle repose au cimetière du Nord de Solna.